# مجموعة كاليجرا
طاقم كاليغرا (بالإنجليزية Calligra Suite) هو طاقم تطبيقات مكتبية انبثق عن مشروع كي أوفيس Koffice في عام 2010. وهو متاح لأنظمة ميكروسوفت ويندوز، لينكس، فري بي إس دي، ماك أو إس، وهايكو. ويتضمن الطاقم تطبيقات برمجية لمعالجة النصوص، الجداول الحسابية الممتدة، العروض التقديمية، الرسوميات المتجهية، والرسم الرقمي.
يستخدم كاليغرا نسق المستند المفتوح OpenDocument كنسق ملفات افتراضي، ويمكنه استيراد أنساق أخرى مثل أنساق ميكروسوفت أوفيس. ويعتمد كاليغرا على تقنيات كدي (بيئة سطح المكتب كي).

## تاريخ المشروع
في 2010 أعلن أعضاء فريق تطوير كي أوفيس انقسام مشروع كي أوفيس إلى مشروعين تحت الاسمين كي أوفيس KOffice وطاقم كاليغرا Calligra Suite. وقد انضم أغلب المطورين والمشرفين على مشاريع التطبيقات إلى مشروع كاليغرا. وهناك ثلاثة تطبيقات هي كيكسي، وكريتا، وكي بلاتو بالإضافة إلى واجهات الاستخدام للأجهزة المحمولة، نقلت تماما من كي أوفيس وأصبحت فقط ضمن كاليغرا. وقد أضيف تطبيق حديث إلى كاليغرا تحت اسم Braindump.
ويطلق فريق كاليغرا إصدارات معاينة شهرية قبل إطلاق الإصدار رقم 2.4 المقرر في أكتوبر 2011.

## المكونات
| التطبيق                  | الوظيفة                                                               |
| ------------------------ | --------------------------------------------------------------------- |
| Words (سابقا كي وورد)    | تطبيق لمعالجة النصوص والنشر المكتبي.                                  |
| Tables (سابقا كي سبريد)  | تطبيق للجداول الحسابية الممتدة.                                       |
| Stage (سابقا Kpresenter) | تطبيق للعروض التقديمية.                                               |
| Kexi                     | تطبيق متكامل لإدارة البيانات، مصمم لمنافسة ميكروسوفت أكسس وFileMaker. |
| Flow (سابقا كي أوفيس)    | تطبيق لرسم خرائط الانسياب.                                            |
| كربون14                  | تطبيق لتحرير الرسوميات المتجهية.                                      |
| كريتا                    | تطبيق للرسم الرقمي مع بعض إمكانيات تحرير الصور.                       |
| Plan (سابقا KPlato)      | تطبيق لإدارة المشاريع.                                                |
| Braindump                | تطبيق لتسجيل الملاحظات                                                |

## وصلات خارجية
- طاقم كاليغرا على موقع Open Hub (الإنجليزية)
- الموقع الرسمي للمشروع
- معلومات تعريب كاليغرا
- الموقع الرسمي لكي أوفيس